# مصحف

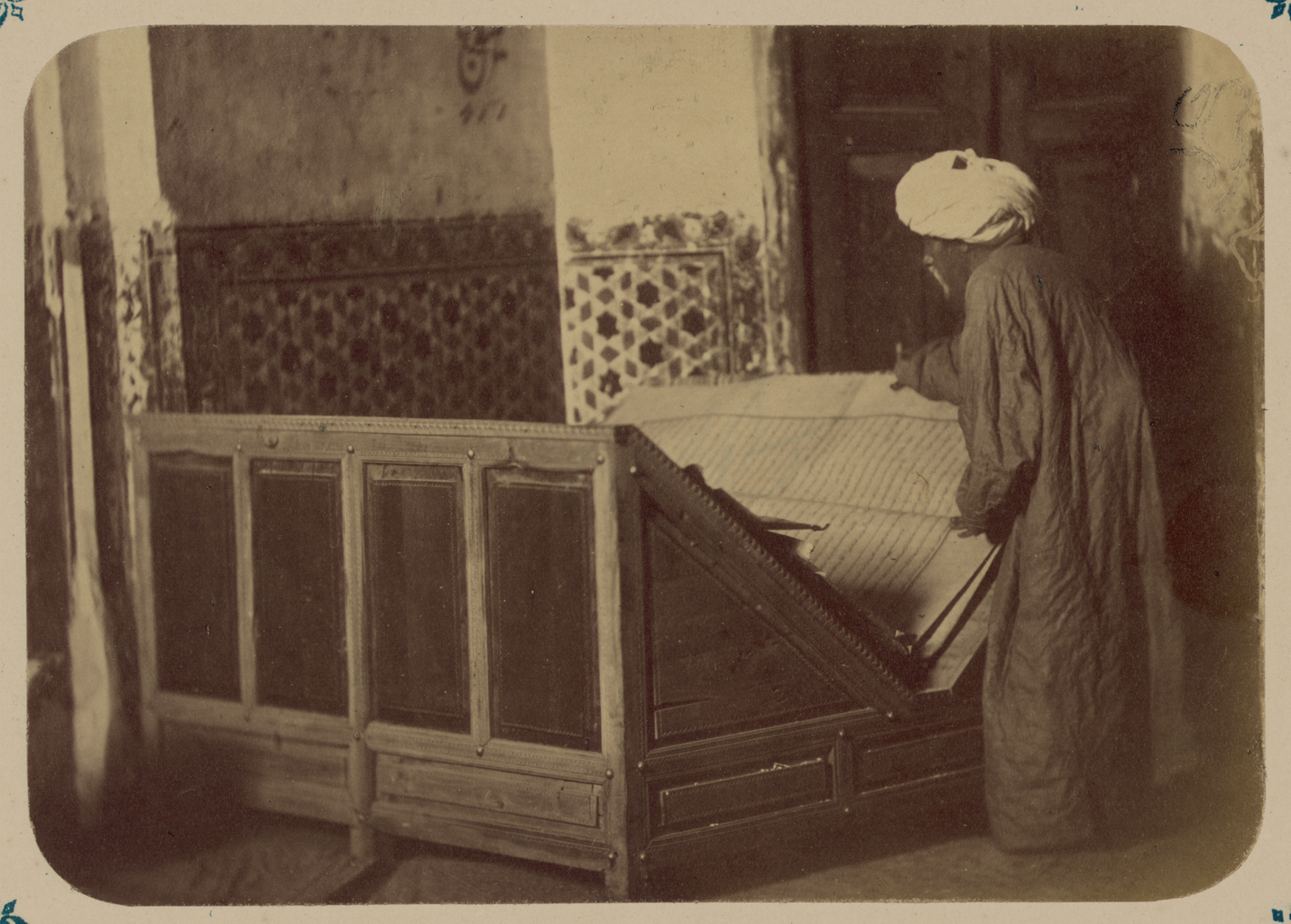
مصحف ضخم في سمرقند

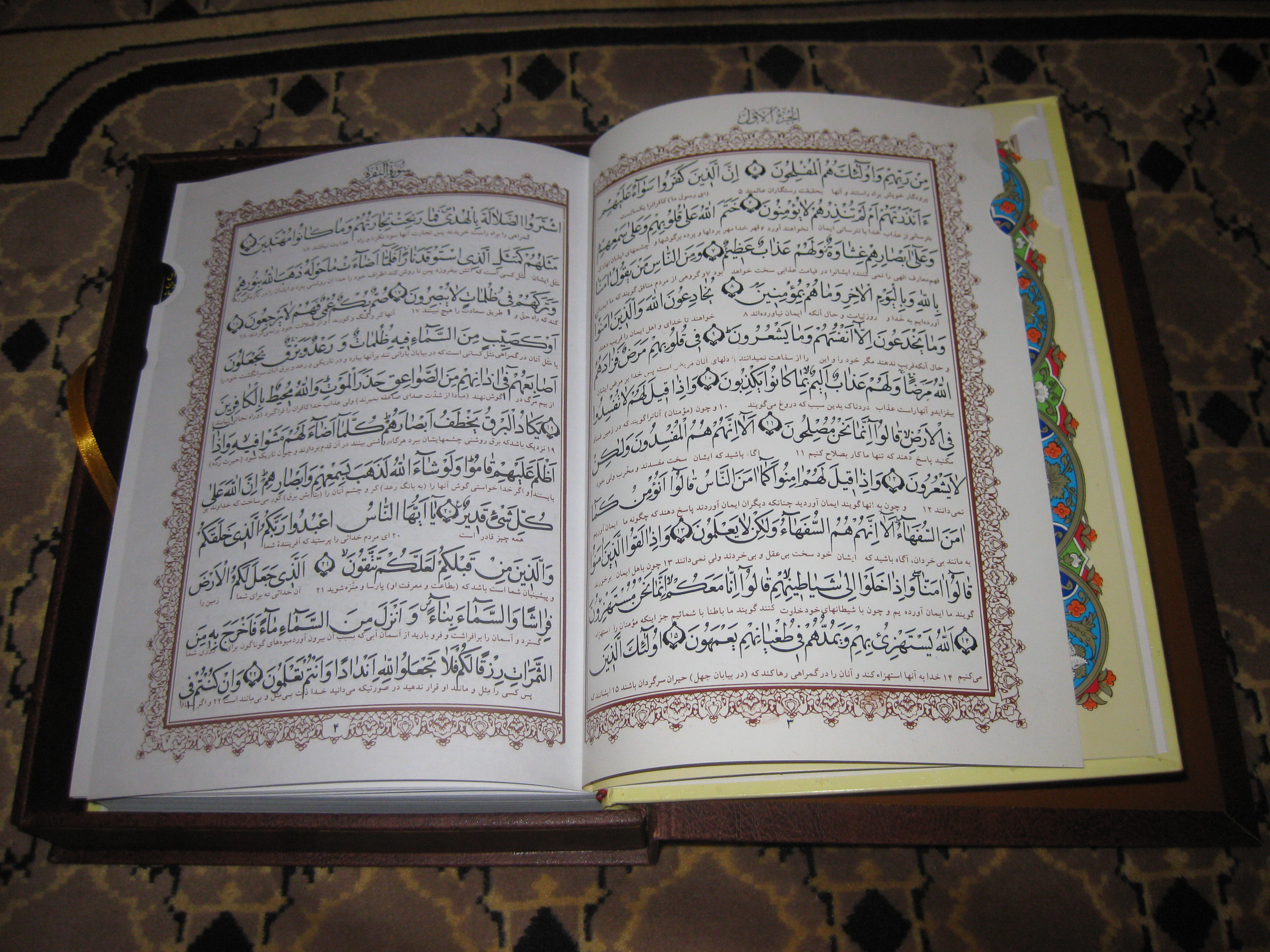
مصحف مع ترجمة فارسية.

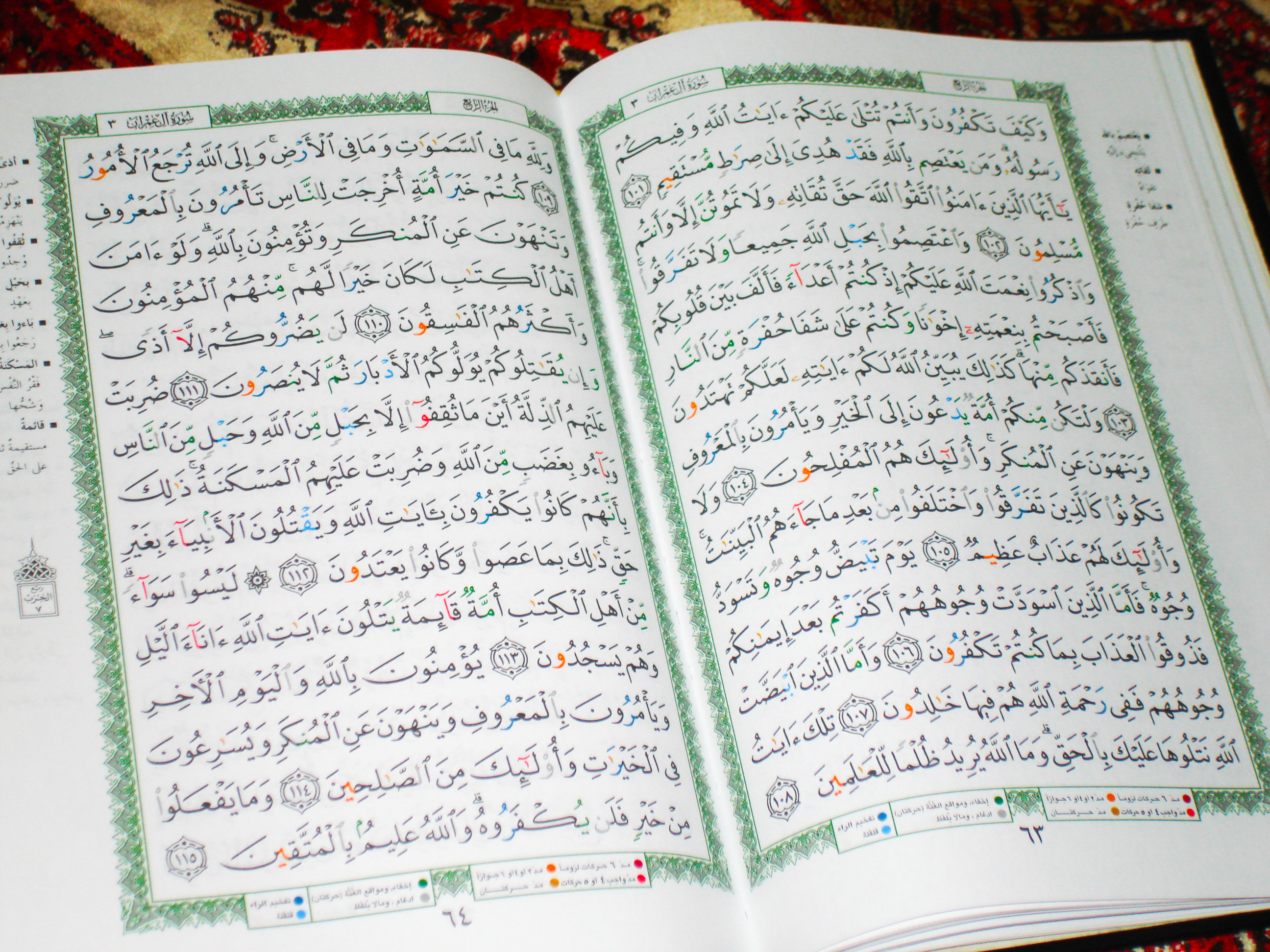
مصحف التجويد.

المُصْحَف بضم الميم وسكون الصاد وفتح الحاء المخففة اسم كتاب القرآن الكريم.
قال صاحب صبح الأعشى أنه سُمي بذلك لجمعه الصحف بين دفتيه. وقيل أن أصل الكلمة من اللغة الحبشية فقد ذكر السيوطي في «الإتقان»:

## تدوير أوراق المصحف
وفقاً لفتوى هيئة كبار العلماء السعودية لا يجوز تدوير أوراق المصحف التالفة واستعمالها لغير القرآن، لأن ذلك يُعدّ امتهاناً له، وكل مصحف أو ورقة تالفة من المصحف ينبغي حرقها أو دفنها صوناً لها. وروى البخاري عن أنس بن مالك أن عثمان بن عفان لما أمر بنسخ المصاحف َأَرْسَلَ إِلَى كُلِّ أُفُقٍ بِمُصْحَفٍ مِمَّا نَسَخُوا، وَأَمَرَ بِمَا سِوَاهُ مِنْ الْقُرْآنِ فِي كُلِّ صَحِيفَةٍ أَوْ مُصْحَفٍ أَنْ يُحْرَقَ. وقال ابن بطال «فِي هَذَا الْحَدِيث جَوَاز تَحْرِيق الْكُتُب الَّتِي فِيهَا اِسْم اللَّه بِالنَّارِ، وَأَنَّ ذَلِكَ إِكْرَامٌ لَهَا، وَصَوْن عَنْ وَطْئِهَا بِالْأَقْدَامِ. وَقَدْ أَخْرَجَ عَبْد الرَّزَّاق مِنْ طَرِيق طَاوُسٍ أَنَّهُ كَانَ يُحَرِّق الرَّسَائِل الَّتِي فِيهَا الْبَسْمَلَة إِذَا اِجْتَمَعَتْ، وَكَذَا فَعَلَ عُرْوَة».